# Javier Báez

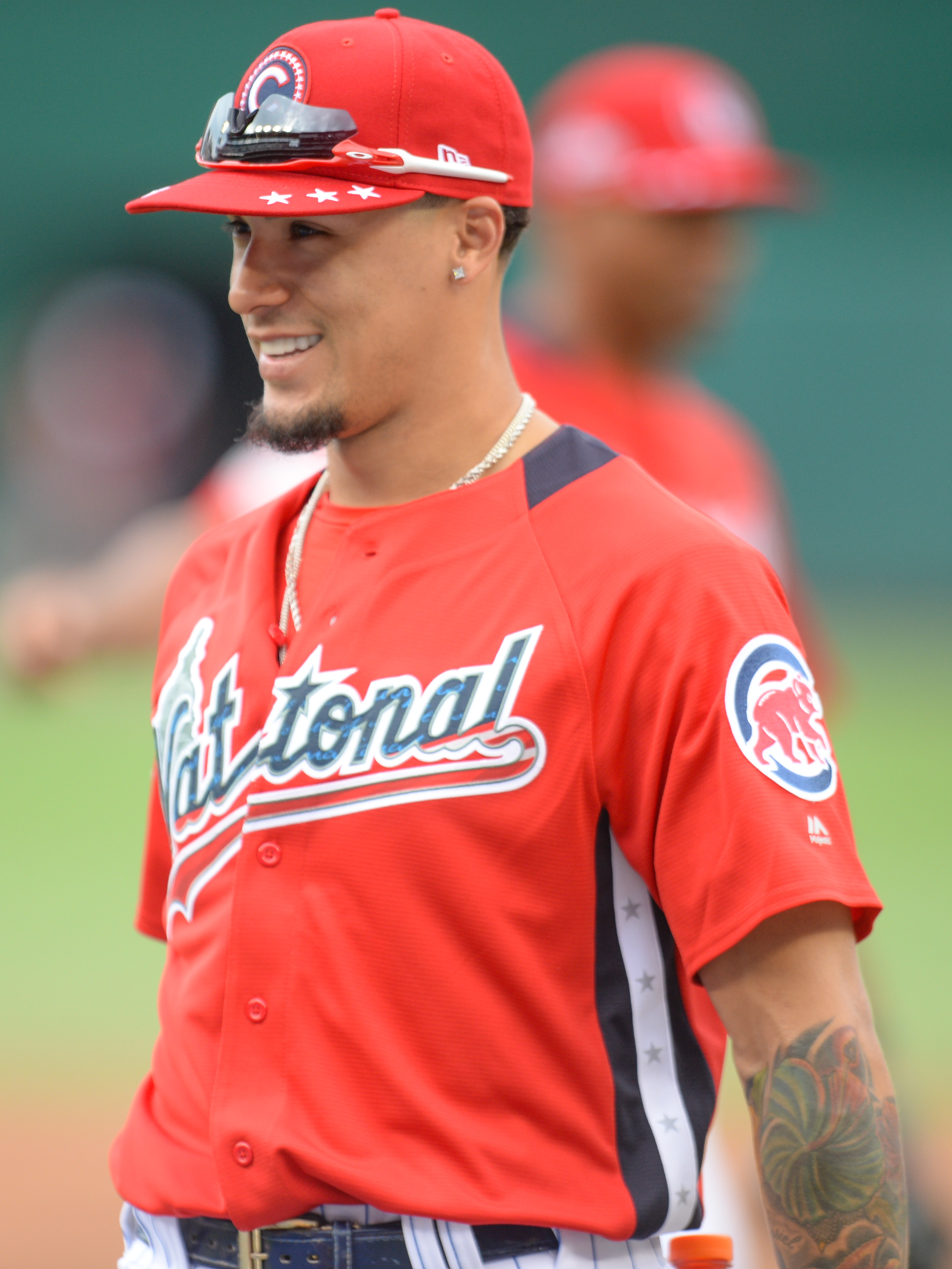
Javier Báez, 2018.

Ednel Javier Báez, född 1 december 1992 i Bayamón, är en puertoricansk professionell basebollspelare som spelar för Detroit Tigers i Major League Baseball (MLB). Han spelar som shortstop. Báez har tidigare spelat för Chicago Cubs och New York Mets.
Han draftades av Chicago Cubs i 2011 års MLB-draft som nionde spelare totalt.
Báez har vunnit World Series med Chicago Cubs för säsongen 2016. Han har också vunnit en Silver Slugger Award (2018) och en Gold Glove Award (2020). Báez spelade också för det puertoricanska basebollandslaget vid World Baseball Classic 2017 och bärgade en silvermedalj.